# Distretto di Yungar
Il distretto di Yungar è un distretto del Perù nella provincia di Carhuaz (regione di Ancash) con 3.159 abitanti al censimento 2007 dei quali 595 urbani e 2.564 rurali.
È stato istituito il 22 novembre 1868.